# Hans Thuar

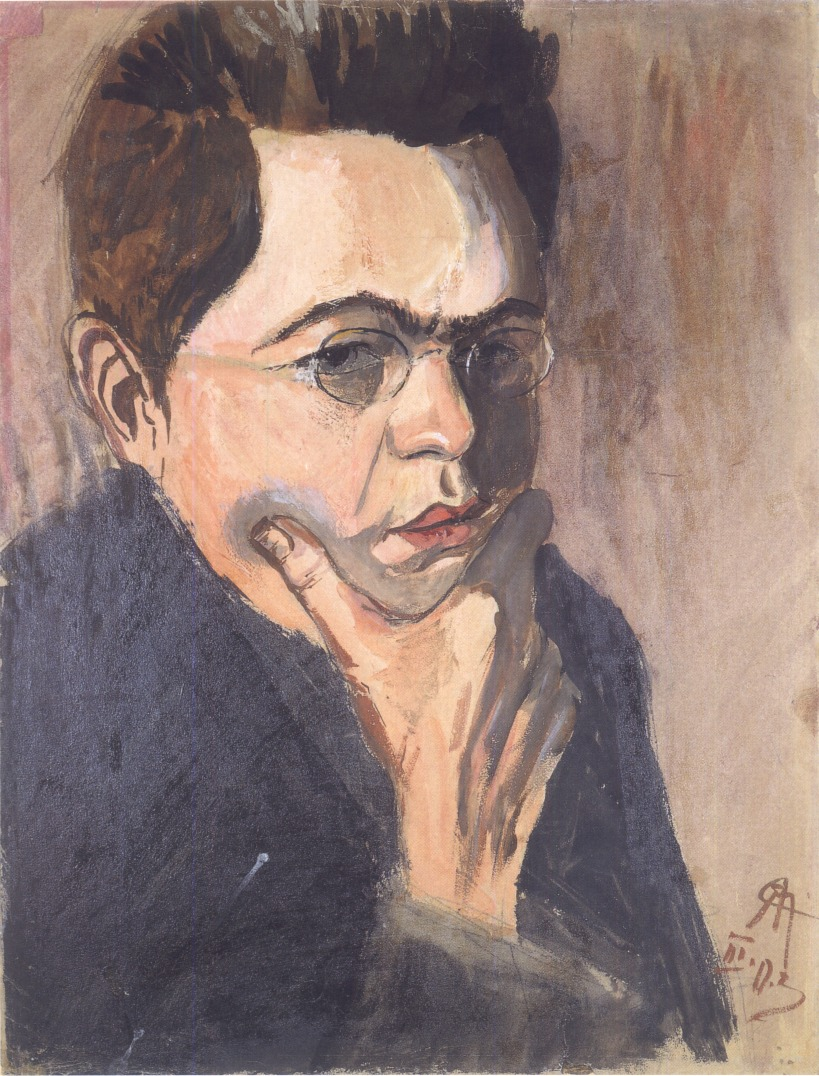
Porträt Hans Thuar von August Macke, 1903

Hans Thuar (* 29. Oktober 1887 in Treppendorf; † 24. Oktober 1945 in Langensalza) war ein deutscher Maler. Er malte hauptsächlich Landschaften und wird dem Rheinischen Expressionismus zugerechnet.

## Leben und Werk
Da Thuars Vater Leiter einer Versicherungsgesellschaft wurde, musste die Familie 1892 nach Köln übersiedeln. Dort besuchte er von 1893 bis 1907 die Schule und lernte Ostern 1897 August Macke kennen, mit dem ihn eine lebenslange Freundschaft verband. Am 12. Mai 1899 wurde er von einer Pferdebahn überfahren und verlor beide Beine. Macke besuchte ihn täglich im Krankenhaus und sorgte dafür, dass er wieder neuen Lebensmut fassen konnte. Sie unternahmen erste Malversuche und blieben auch nach Mackes Umzug nach Bonn in Kontakt.

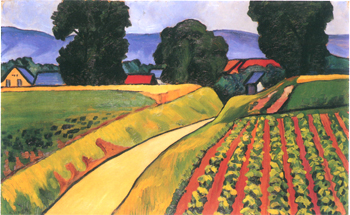
Hans Thuar: Messdorf (1911)

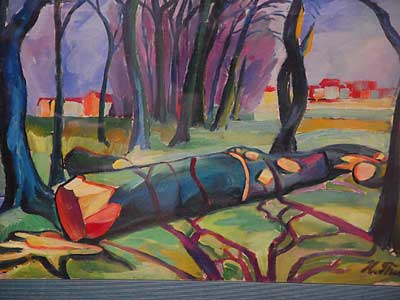
Hans Thuar: Gefällter Baum (1912)

1903 entstand Thuars erstes Ölgemälde, und er nahm Unterricht bei Professor Wegelin in Köln. Von 1907 bis 1908 besuchte er die Kunstakademie Düsseldorf, um sich dann frei weiterzubilden. 1911 war er erstmals an der Cölner Secession beteiligt. Es folgten weitere Gruppenausstellungen: 1912 die Sonderbundausstellung in Köln, 1913 die Cölner Secession, die Ausstellung Rheinischer Expressionisten in Bonn und der Erste Deutsche Herbstsalon in Berlin. Nach dem Tod seines Freundes in den ersten Wochen des Ersten Weltkriegs malte er jahrelang nicht mehr. Erst nach dem Krieg widmete er sich wieder der Malerei. Seine wichtigste Schaffensperiode dauerte von 1920 bis 1926. Danach war er seltener und nur in größeren zeitlichen Abständen künstlerisch tätig.
In dieser Zeit widmete Thuar sich sehr intensiv der Recherche und Erforschung aller Themen rund um ätherische Öle und Aromatherapie. Hierzu firmierte er unter dem Namen „HATERA“ (Hans Thuar Ramersdorf) oder auch unter „RA-Laboratorium“ und entwickelte und vertrieb vor allem das von ihm auf Wirkbasis von ätherischen Ölen und anderen Wachsen entwickelte Produkt Cerapin, welches in drei Varianten erhältlich war.
Am 18. Oktober 1944 wurde sein Haus in Ramersdorf zerstört, und er wurde nach Schwarza bei Rudolstadt evakuiert. Einige Monate nach Kriegsende starb er in Bad Langensalza.
Mit seiner Freundin Else hatte Thuar eine Tochter, Hilde-Vera. Am 31. Oktober 1913 heiratete er Henriette Rasch (1890–1977), mit der er drei Töchter hatte. Ihre Tochter Gisela (* 1914) heiratete Wolfgang Macke (1913–1975), den Sohn August Mackes, der später die erste Monographie über Hans Thuar veröffentlichte und dessen erste Einzelausstellung organisierte. Seinem Andenken gewidmet, vergibt der Direktor des Kunstmuseums Bonn jährlich den Hans-Thuar-Preis an einen in der Bonner Region lebenden Künstler. Die Bonner Thuarstraße ist ihm gewidmet.